# Američka horor priča
Američka horor priča (eng. American Horror Story) je američka antologijska horor televizijska serija autora i producenata Ryana Murphyja i Brada Falchuka (Glee).   
U prvoj sezoni, Kući ubojstava, obitelj Harmon seli se iz Bostona u ukletu kuću u Los Angelesu, opsjednutu duhovima bivših stanara. Radnja druge sezone, Ludnice, smještena je u Massachusettsu 1964. gdje surova sestra Jude vodi psihijatrijsku ustanovu za duševno poremećene kriminalce. Treća sezona, Vještičja družba, prikazuje borbu između vještica i lovaca na vještice u New Orleansu početkom 19. stoljeća i 2013-e godine. Radnja četvrte sezone, Cirkusa nakaza, smještena je u Jupiteru na Floridi tijekom 1950-ih i prati jednog od posljednjih američkih cirkusa nakaza u kojima nastupaju ljudi s neuobičajenim talentima. Peta sezona, Hotel, svoju priču započinje u hotelu Cortez, istragom lanaca ubojstava u Los Angelesu. Misteriozni tragovi detektiva upućuju u hotel Cortez. Šesta sezona serije, Kolonija Roanoke, odvija se u 2016. godini, a radnja prati paranormalne događaje u izoliranoj seoskoj kući na otoku Roanoke. Sedma sezona, Kult, smještena je u izmišljenom gradiću Brookfield Heights u Michiganu i radnja se vrti oko kulta koji terorizira predgrađe slijedom predsjedničkih izbora 2016.
Serija je 12. siječnja 2017. obnovljena je za osmu i devetu sezonu.
Glumci koji su se dosad pojavljivali u svakoj od navedenih sezona su: Evan Peters, Sarah Paulson i Lily Rabe, s time da je Evan Peters jedini koji je u svim sezonama igrao glavnu ulogu.
Iako su sezone, individualno, svaka za sebe bile različito prihvaćene, Američka horor priča je u cjelini pozitivno prihvaćena, s velikim poštovanjem prema glumici Jessici Lange, koja je osvojila dvije Nagrade Emmy, Zlatni Globus te Screen Actors Guild nagradu, za svoje izvedbe. Nadalje, Kathy Bates osvojila je Nagradu Emmy, a Lady Gaga Zlatni Globus. Serija je svakom sezonom sve gledanija te je završetkom prve sezone bila najgledanija serija kabelskih televizija 2011. godine

## Koncepcija serije
Kreatori serije Murphy i Falchuk započeli su raditi na Američkoj horor priči još i prije nego što je produkcija na njihovoj popularnoj seriji Glee započela na televizi skoj mreži Fox. Murphy je želio napraviti nešto potpuno suprotno od svega onoga što je radio prije pa je tako započeo pisati ovu seriju. Izjavio je: "Radimo na jednom zanimljivom, slatkom, optimističnom djelu bez imalo cinizma pa sam odlučio napraviti nešto što se potpuno razlikuje od toga i pokazati drugačiju stranu svoje osobnosti". Falchuk je bio zainteresiran idejom stavljanja horor priče u drugačiji smisao, naglasivši da je glavni cilj razvoja serije bilo zaplašivanje gledatelja. "Želimo da se gledatelji ne osjećaju potpuno sigurno nakon gledanja svake epizode", izjavio je.
Mračan ton serije zapravo je odraz poznate ABC-jeve sapunice Dark Shadows koju je Murphy bio prisiljen gledati sa svojom bakom dok je bio mlađi, kako bi osnažio.
Od samog početka Murphy i Falchuk su planirali da će svaka sezona pričati različitu priču. Nakon što je završilo finale prve sezone Murphy je govorio o njegovim planovima za izmjenom glumačke postave i lokacija za drugu sezonu. Međutim, izjavio je da će se neki glumci koji su glumili u prvoj sezoni vratiti i u drugoj: "Oni koji će se vratiti pojavit će se kao potpuno drugačiji likovi, stvorenja, čudovišta i slično. Neće glumiti ono što su bili u prvoj sezoni."

### Razvijanje serije
U veljači 2011. godine televizijska mreža FX službeno je objavila da je odobrila snimanje Pilot epizode s mogućnošću razvijanja kompletne serije od strane Ryana Murphyja i Brada Falchuka gdje će obojica pisati scenarije, a Murphy uz to i režirati epizode. Izvršni producent postao je Dante Di Loreto. Produkcija serije započela je u travnju iste godine. 18. srpnja 2011. FX je službeno objavio da je otkupio kompletnu prvu sezonu. 3. kolovoza 2011. godine službeno je objavljeno da su se scenarističkom timu serije pridružili Tim Minear, Jennifer Salt, James Wong i Jessica Sharzer.

## Pregled sezona
| Sezona | Sezona | Podnaslov          | Broj epizoda | Originalno emitiranje | Originalno emitiranje |
| Sezona | Sezona | Podnaslov          | Broj epizoda | Premijera sezone      | Finale sezone         |
| ------ | ------ | ------------------ | ------------ | --------------------- | --------------------- |
|        | 1      | Kuća ubojstava     | 12           | 5. listopada 2011.    | 21. prosinca 2011.    |
|        | 2      | Ludnica            | 13           | 17. listopada 2012.   | 23. siječnja 2013.    |
|        | 3      | Vještičja družba   | 13           | 9. listopada 2013.    | 29. siječnja 2014.    |
|        | 4      | Cirkus nakaza      | 13           | 8. listopada 2014.    | 21. siječnja 2015.    |
|        | 5      | Hotel              | 12           | 7. listopada 2015.    | 13. siječnja 2016.    |
|        | 6      | Roanoke            | 10           | 14. rujna 2016.       | 16. studenoga 2016.   |
|        | 7      | Kult               | 11           | 5. rujna 2017.        | 14. studenoga 2017.   |
|        | 8      | Apokalipsa         | 10           | 12. rujna 2018.       | 14. studenoga 2018.   |
|        | 9      | 1984.              | 9            | 18. rujna 2019.       | 13. studenoga 2019.   |
|        | 10     | Dvostruka značajka | 10           | 25. kolovoza 2021.    | 20. listopada 2021.   |
|        | 11     | NYC                | 10           | 19. listopada 2022.   | 16. studenoga 2022.   |
|        | 12     | Delikatan          |              | 20. rujna 2023.       |                       |

### Kuća ubojstava (2011.)
Prva sezona serije Američka horor priča ima glavni osvrt na nevjeru. Radnja se odvija u 2011. godini, a prati obitelj Harmon (psihijatra Bena (Dylan McDermott), njegovu ženu Vivien (Connie Britton), i njihovu kćer tinejdžericu Violet (Taissa Farmiga)), koja se seli iz Bostona u Los Angeles nakon što je Vivien imala pobačaj, te uhvatila Bena s drugom ženom u krevetu. Harmoni se sele u veliku preuređenu viktorijansku kuću, te uskoro susreću bivše stanare kuće, Langdone (Constance Langdon (Jessica Lange), i njeno dvoje djece, Tate (Evan Peters), i Adelide "Addy" (Jamie Brewer) i unakaženog Larryja Harveya (Denis O'Hare). Ben i Vivien pokušavaju svoju vezu vratiti na staro, a Violet pateći od depresije utjehu pronalazi u Tateu. Langdoni i Larry često utječu na živote Harmonovih, dok obitelj ne sazna da je kuća opsjednuta duhovima svih onih koji su umrli na imanju.

### Ludnica (2012. – 2013.)
Druga sezona serije pod nazivom Američka horor priča: Ludnica je o duševnom zdravlju i bolestima. Radnja ove priče odvija se 1964. godine i prati pacijente, doktore i časne sestre koji borave u Briarcliffu, psihjijatrijska ustanova za duševno oboljele koja je otovrena za brigu kriminalno oboljelih. Među voditelje institucije ubraja se i časna sestra Jude (Jessica Lange), njezina štičenica sestra Mary Eunice (Lily Rabe), te osnivač institucije monsinjor Timothy Howard (Joseph Fiennes). Među doktorima koji su zaduženi za brigu o pacijentima u ludnici ubraja se i dr. Olived Thredson (Zachary Quinto), te sadistički znanstvenik dr. Arthur Arden (James Cromwell). Među pacijente, koji tvrde da su nepravedno institucionizirani ubraja se lezbijska novinarka Lana Winters (Sarah Paulson), osuđeni serijski ubojica Kit Walker (Evan Peters), te navodna ubojica sa sjekirom Grace Bertrand (Lizzie Brocheré). Stanovnici Briarcliffa često su izloženi nadnaravnim i znanstvenim utjecajima, uključujući opsjednućima demona te otmicama izvanzemaljaca.  

### Vještičja družba (2013. – 2014.)
300 godina prošlo je od progona vještica u Salemu. Nekolicina preostalih ponovno je u opasnosti. Škola u New Orleansu uči mlade nadarene vještice kako da se uklope u društvo te da se ne otkriju kao vještice. Nakon dugog odsustva vrhovna vještica vraća se sa zadatkom da nauči mlade vještice kako da se bore protiv tlačitelja. Ova sezona uključuje vještice, progon vještica, incest, ropstvo, majke i kćeri te vještečarenje protiv vudua. Tema treće sezone serije je progon i tlaka. Ova sezona odvija se u današnje vrijeme i 1830-ima. 

### Cirkus nakaza (2014. – 2015.)
Četvrta sezona serije pod nazivom Američka horor priča: Cirkus nakaza govori o diskriminaciji određenih ljudi koji su u javnosti klasirani kao "nakaze". Radnja priče odvija se 1952. godine u uspavanom mirnom gradiću Jupiteru na Floridi i prati jednog od posljednjih Cirkusa nakaza koji se bore za opstanak i kojega vodi Elsa Mars (Jessica Lange). Prošla su desetljeća odkada su ljudi na cirkuse nakaza gledali kao na vrstu zavave, ali Elsa sanja o tome kako pronaći pravi dom za svoja "čudovišta" te kako da postane slavna. Kada su sijamske blizankinje Bette i Dott Tattler (Sarah Paulson) dovedene u bolnicu, Elsa u njima vidi šansu da se poveća promet u cirkusu, te se nadaju kako će sestre uspjeti spasiti trupu jednom zauvijek. Ostale članove trupe čine: Jimmy Darling (Evan Peters), mladić rođen sa sindaktilijom koji sanja o tome da ostavi cirkus i pronađe normalan život. Jimmyjeva majka, bradata gospođa Ethel Darling (Kathy Bates), Elsina je desna ruka u vođenju cirkusa i održavanju reda i zakona unutar šatora. Snagator iz Etheline burne prošlosti imena Dell Toledo (Michael Chiklis), i njegova troprsata žena Desiree Dupree (Angela Bassett) uzburkaju valove dolaskom u cirkus. U vremenu u kojemu započinje televizijska era, u kojoj se cirkusi i izvedbe uživo više toliko ne cijene, ovi pojedinci moraju prijeći preko onih koji ih sputavaju i koji im sude na temelju izgleda. Kako mračne tajne izlaze na vidjelo, postaje jasno kako Jupiter više nije toliko miran gradić kao što se mislilo, a za sve nemile događaje mještani okrivljuju "nakaze".

### Hotel (2015. – 2016.)
Peta sezona serije pod nazivom Američka horor priča: Hotel od dvanaest epizoda smještena je u Hotel Cortez, u Los Angelesu. Hotel je sagrađen kao mučionica prije 90 godina i mjesto je mnogih misterioznih događanja te ubojstava koje serija prati od početka dvadesetih godina prošlog stoljeća do danas. Zaplet priče prve epizode počinje istragom detektiva i mirnog obiteljskog čovjeka Johna Lowea, a svi tragovi vode u svijet bizarnih likova, cirkuskih nakaza, vještica i duhova koji vrebaju iz svakog kutka ukletog hotela. Dvije turistkinje iz Švedske odsjedaju u hotelu i napada ih unakaženo stvorenje koje se skriva u madracu. Iris (Cathy Bates) premješta ih u novu sobu, ali tamo ih čekaju djeca vampiri. Istražitelj John također proživljava svoju dramu; zaspe i susreće svog izgubljenog sina, Gabrijela (Maxa Greenfielda) siluje zastrašujući monstrum, Elisabeth (Lady Gaga) i Donovan (Matt Bomer) nakon grupnog seksa prerežu grkljane paru koji su upoznali u kinu.

### Roanoke (2016.)
U 2015. godini, Shelby Miller (Lily Rabe), njezin muž Matt Miller (André Hollan) i Mattova sestra Lee Harris (Adina Porter) pojavljuju se u dokumentarnoj emisiji Noćna mora u Roanokeu, kako bi rekonstruirali i svjedočili paranormalnim događajima koji su ih pratili tokom 2014. godine kada su se iz Los Angelesa preselili u Sjevernu Karolinu nakon Shelbyjinog pobačaja. Tokom njihovog boravka u kući, obitelj je doživljavala zastrašujuća iskustva. Naime, njihova kuća nalazi se na imanju koje si je kolonija Roanoke prisvojila nakon njihovog navodnog famoznog nestanka, s vješticom Scathach i Thomasin White, poznatijom kao Koljačicom, na čelu kolonije. Audrey Tindall (Sarah Paulson) je glumica koja igra Shelby kroz rekonstrukciju događaja u Noćnoj mori u Roanokeu, dok Dominic Banks (Cuba Gooding Jr.) i Monet Tumusiime (Angela Bassett) utjelovljuju Matta i Lee. Koljačicu je utjelovila Agnes Mary Winstead (Kathy Bates), njenog sina Ambrosea Whitea, Dylan (Wes Bentley), a originalnog vlasnika kuće, Edwarda Phillippe Motta, Rory Monahan (Evan Peters). Elias Cunningham, prijašnji vlasnik kuće, utjelovljen je od strane glumca Williama van Henderson (Denis O'Hare) i Scathach igra neimenovana glumica (Lady Gaga). 2016. godine nakon velikog uspjeha Noćne more u Roanokeu, producent serije Sidney Aaron James (Cheyenne Jackson), odluči se seriji dati drugu sezonu: Povratak u Roanoke: Tri dana u paklu, u kojoj bi u zloglasnu kuću vratio Millere i glumce koji su ih utjelovili u dokumentarcu. Kroz tri dana, svi sudionici preminu pod nepoznatim okolnostima, osim jednog. Ova sezona serije smještena je primarno u razdoblju od 2014. do 2016. godine, uz dramatizirane flashbackove u Noćnoj mori u Roanokeu iz 1500-tih, 1700-tih, i 1990-tih godina, s epilogom u bliskoj budućnosti, najvjerojatnije listopad-studeni 2017. godine.

### Kult (2017.)
4. listopada 2016. godine, serija je obnovljena za sedmu sezonu, s premijernom epizodom u rujnu 2017. godine. Ryan Murphy potvrdio je kako će sedma sezona biti smještena u sadašnjost i bit će usko povezana s Cirkusom nakaza. Murphy je u veljači 2017. objavio kako će tematika sedme sezone biti predsjednički izbori 2016. u SAD-u.
Za vrijeme Winter 2017 TCA Press Tour-a najavljeno je kako će se veterani serije Sarah Paulson i Evan Peters vratiti u sedmu sezonu serije kao glavni likovi. Glumačkoj ekipi su se u novoj sezoni seriji pridružili Billy Eichner, Billie Lourd te Leslie Grossman. U svibnju 2017. su kroz slike sa seta nove sezone potvrđeni glumica Adine Porter i glumac Cheyenne Jackson.

### Buduće sezone
12. siječnja 2017. godine, serija je obnovljena za osmu i devetu sezonu kroz 2018. i 2019. godinu.

## Produkcija

### Snimanje
Pilot epizoda snimana je na lokaciji u kući u Country Club Parku, Los Angeles (Kalifornija). U njoj se odvija glavnina radnje. Kuću je dizajnirao i sagradio 1908. godine Alfred Rosenheim, predsjednik odjela Američkog instituta arhitekata iz Los Angelesa, a prije je služila kao samostan. Serija je snimana na setu koji je bio direktna replika kuće. Detalji poput prozora Louis Comfort Tiffany i brončanih svjetiljki su ponovno kreirane kako bi očuvale pravi izgled kuće. Zbog vrlo agresivnog produkcijskog rasporeda i čekanja na početak snimanja pilot epizode (druga sezona druge serije - Glee - čiji su ko-kreatori također Ryan Murphy i Brad Falchuk bila je pred završetkom) službeno je objavljeno da će finale prve sezone biti 30 minuta kraće nego je to planirano. Murphyju je ponuđena opcija od strane mreže da u potpunosti izbaci trinaestu epizodu i napravi jednosatno finale, ali je Murphy na kraju smislio plan za 90-minutno finale.
Produkcija i snimanje druge sezone započeti su u srpnju 2012, a početak serije zakazan je za sredinu listopada. Eksterijeri druge sezone snimljeni su u Hidden Valleyju, u Kaliforniji, ruralnoj redini izvan Los Angelesa.
Snimanje treće sezone serije započelo je 23.srpnja 2013, u New Orleansu, Louisiani. Prvo je rečeno kako će se serija snimati na više lokacija, međutim New Orleans bio je centar snimanja ove sezone.
Snimanje četvrte sezone serije započelo je 15.srpnja 2014., u New Orleansu iako je mjesto radnje serije gradić Jupiter na Floridi. 

### Glumačka ekipa
Connie Britton prva je glumica odabrana za glavnu žensku ulogu Vivien Harmon. Denis O'Hare drugi je glumac koji se pridružio ekipi u ulozi Larryja Harveya. Zatim Jessica Lange kao Constance Langdon, to je ujedino i njezina prva redovna uloga u televizijskoj seriji. Dylan McDermott pridružio se ubrzo nakon Lange, za glavnu mušku ulogu Bena Harmona. Taissa Farmiga i Evan Peters posljednji su glavni glumci serije koji su se pridružili, te u seriji igraju Violet Harmon i Tatea Langdona. 
U ožujku 2012. Murphy je otkrio kako će se druga sezona serije ponajviše vrtjeti oko lika sestre Jude koju je utjelovila Jessica Lange, sadističke časne sester koja vodi ludnicu. Evan Peters, Sarah Paulson, Lily Rabe i Zachary Quinto također se vraćaju kao glavna glumačka ekipa druge sezone. Evan Peters utjelovio je Kita Walkera, pacijenta optuženog za ubojstvo svoje žene. Sarah Paulson glumi lik Lane Winters, lezbijske novinarke koja postaje pacijent u ludnici zbog svoje seksualnosti i zbog želje da razotkrije uvjete u kakvima pacijenti žive unutar ustanove. Lik Lily Rabe je šeprtljava časna sestra Mary Eunice. Zachary Quinto utjelovljuje dr. Thredsona, psihijatra. Lizzie Brocheré pojavljuje se u liku Grace Bertrand, pacijentice optužene za ubojstvo svoje obitelji sjekirom. James Cromwell pojavljuje se u ulozi dr. Arthura Ardena, koji provodi zlobne i sadističke eksperimente na pacijentima. Joseph Fiennes je monsinjor Timothy Howard, simpatija sestre Jude. 
Producenti Ryan Murphy i Brad Falchuk su po završetku druge sezone najavili kako će se velika većina glumačke ekipe vratiti u drugačijim ulogama započevši s Jessicom Lange. Evan Peters i Sarah Paulson također su potvrdili svoj povratak u treću sezonu. Murphy je naveo kako će Lange utjeloviti lik "glamurozne žene mačke". Taissa Farmiga, Violet iz prve sezone glumit će djevojku uvrnute romanse koja se proteže kroz seriju. Lily Rabe je također potvrdila povratak u seriju. Seriji se također vratila i Frances Conroy koja glumi vješticu Myrtle Snow. Oskarovka Kathy Bates se pridružila glumačkoj ekipi američke horor priče zajedno s Angelom Bassett, Jamie Brewer, Gabourey Sidibe i prelijepom Emmom Roberts.
Ryan Murphy potvrdio je povratak Jessice Lange u četvrtu sezonu, iako će igrati sporednu ulogu. Kathy Bates također se vraća, vjerojatno u glavnoj ulozi. U siječnju 2014. Murphy je otkrio da također želi Patti LuPone iz treće sezone natrag. 29. Ožujka 2014. Murphy je otkrio kako će se Sarah Paulson, Evan Peters, Frances Conroy, Emma Roberts, Danis O'Hare, Angela Bassett, Gabourey Sidibe i Jamie Brewer također pojaviti u četvrtoj sezoni serije. Na "PaleyFest-u 2014" Michael Chiklis pridružio se glumačkoj ekipi ulogom bivšeg muža lika Kathy Bates i oca lika Evana Petersa.
U veljači 2015. godine najavljena je Lady Gaga s likom grofice u glavnoj ulozi. Na PaleyFestu 2015. najavljeni su Matt Bomer i Cheyenne Jackson. Također je najavljeno kako Jessica Lange napušta seriju. Nakon PaleyFesta Murphy ja najavio povratak Wes Bentleyja, Chloë Sevigny, Kathy Bates, Sare Paulson, Evana Petersa, Angele Bassett, Finna Wittrocka i Denisa O'Harea.

### Uvodna špica
Uvodna špica Američke horor priče daje važne nagovještaje radnja i likova koji će se pojavljivati kroz sezonu. Za "Kuću ubojstava", Murphy je špicu opisao kao mini zagonetku te naveo kako će do devete epizode serije svaka slika unutar uvodne špice biti objašnjena, te je tako uspostavio svrhu uvodne špice za buduće sezone. 
Uvodnu špicu kreirali su Kyle Cooper i njegova tvrtka Prologue. Oni su također napravili špicu serije "Živi mrtvaci", i filma "Sedam" iz 1995. Muziku za vrijeme trajanja špice kompozirao je Cesar Davila-Irizarry i glazbenik Charlie Clouser. Kinematografiju i montažu odradili su Juan Ruiz Anchia i Gabriel J. Diaz.
U prvoj sezoni serije, uvodna špica smještena je u podrum kuće obitelji Harmon te uključuje slike posmrtnih beba, fetusa u staklenkama, lubanja, haljine za krštenje, uniforme medicinskih sestara, te siluetu koja drži krvave škare za uređenje vrta.
U drugoj sezoni serije, ista muzika je zadržana, a uvodna špica smještena je u ludnicu, koriste se elementi vikanja pacijenata, operiranja pacijenata sa zavojima oko face. Elementi također uključuju i mladu djevojku koja hoda unatraške na rukama i nogama prema vrhu stepenica, te facu kipa Djevice Marije na čijem se licu pojavi zlobni smijeh.
U trećoj sezoni serije, ista muzika je zadržana, i po prvi puta uvodna špica smještena je i u vanjski prostori. Snimci uključuju ljudske figure u crnim haljama s dugačkim šiljatim kapama, koščato krilato stvorenje i snimke mrtvih koza, također se pojavljuje i minotaur koji se pojavljuje i tokom serije. Po prvi puta u pozadini imena glumaca se i pojavljuju određene slike, za razliku od prošlih sezona u kojima je pozadina imena bila crna. Neke of slika prikazuju vješanje vještica i "Santu Muerte". Ostali snimci uključuju čovjeka iz afričkog plemena s bijelim očima i zastrašujućim osmjehom, te vudu lutke. Na kraju špice figure u crnim haljama s dugačkim šiljatim kapama plešu vještičji ples oko lomače na kojoj jedna od vještica gori.
U četvrtoj sezoni serije, uvodna špica uvelike se izmijenila, tematska muzika serije zadržana je s dodatkom karnevalske melodije. Špica je sastavljena pomoću CGI-a i "kadar po kadar" animacije te prikazuje neobične likove kao što su kostur himere spojene s čovjekom, slon koji vozi bicikl, kostur s jednom glavom a dva tijela, stvorenje "vražjeg" izgleda, dječak s deformiranim nogama u invalidskim kolicima, lik sa sidnaktilijom ruku i nogu, klaun koji vrti glavom 360°, žena s trećom nogom na mjestu gdje bi trebale biti genitalije, te igračka zločestog majmuna s cimbalima. U najavi su također i prikazani likovi čovjeka koji si zabija čavle u glavu, te gutača mačeva. Glavni moment koji se ponavlja kroz špicu je bušenje balona nožem i zvuk pucanja istog. 
U petoj sezoni serije, uvodna špica biblijske je tematike. Font je isti kao u prijašnjim sezonama, svijetli crveno s hotelskim tapetama u pozadini. Deset Božjih zapovijedi su također prikazani kroz video. Video prikazuje ljude koji brišu krv sa zidova i podova, čudne stvari kroz špijunke na vratima, djecu koja trče hodnicima kao i mnoga druga stvorenja. Tematska muzika zadržana je uz violinski dodatak.   
Šesta sezona prva je bez uvodne špice. Tematska muzika serije zadržana je, vrlo je slična muzici "Hotela" i izvodi se u završnoj špici. 

## Promocija
Kao dio promocije serije mreža FX je krenula u kampanju nazvanu "House Call" u kojoj su se gledatelji od kuće mogli prijaviti i naći uživo s likom iz serije. Prije nego što je prikazana prva epizoda FX je objavio nekoliko tragova koji bi mogli razotkriti radnju serije. Svi tragovi postavljeni su na službenom YouTube kanalu serije. Bilo ih je sveukupno deset: "Cello", "Baby", "Couples", "Coffin", "Lying Down", "Fire", "Stairs", "Melt", "Red Cello" i "Rubber Bump".15. rujna 2011. godine FX je kreirao internet stranicu koja je omogućavala posjetiteljima turu kuće kroz razna desetljeća i traženje različitih tragova.